# Едерталь
Едерталь (нім. Edertal) — громада в Німеччині, знаходиться в землі Гессен. Підпорядковується адміністративному округу Кассель. Входить до складу району Вальдек-Франкенберг.
Площа — 115,72 км2. Населення становить 6230 ос. (станом на 31 грудня 2020).

## Географії

### Адміністративний поділ
Громада  складається з 13 районів:
- Аффольдерн
- Анрафф
- Берггайм
- Бене
- Брінггаузен
- Булен
- Геллерсгаузен
- Гіфліц
- Гемфурт-Едерзе
- Кляйнерн
- Кенігсгаген
- Мелен
- Веллен